# Первое Грозненское нефтепромышленное товарищество
Первое Грозненское нефтепромышленное товарищество — компания основана в 1894 году. Общество вело свою деятельность до 1917 года. Правление компании находилось в городе Грозном.

## История
Товарищество располагалось в Терской области в городе Грозном. Основной деятельность компании была добыча и разработка нефти, обслуживание нефтеносных приисков находящихся на землях станицы Алхан-Юртовской, близ города Грозного, Кизлярского отдела Терского казачьего войска. Земли были арендованных отставным полковником Александром Русановским. Начальный капитал общества составлял — 800.000 рублей. Паи — 2.000 именных паев по 400 р. с купонами на 10 лет. Состав правления; председатель А. М. Коншин. Члены В. В. Максимов, Н. И. Рафаилович, М. Н. Алафузов. С установлением Советской власти в России имущество предприятия было конфисковано в пользу государства на основании декрета Совнаркома «О национализации нефтяной промышленности» от 20 (7) июня 1918 года.